# Chah
Pour le maître spirituel, voir Ajahn Chah. Pour le village, voir Chah (Cameroun).
« Shah » redirige ici. Pour les autres significations, voir Shah (homonymie).
Chah, shah ou schah, terme persan, est le titre porté par les empereurs d'Iran (Perse). Ce terme a été emprunté par d'autres langues où il désigne plus généralement le souverain ou le monarque d'un État. Il apparaît également dans d'autres titres dérivés.

## Étymologie et histoire
Chāh, en persan moderne et en moyen perse šāh (شاه), descend du vieux perse xšāyaθiya, « roi », qui a des racines communes avec le sanskrit क्षत्रिय (kšatriya) signifiant « roi, roi guerrier » et le grec κτᾶσθαι (ktasthai), « acquérir », ou avec la racine indo-européenne segh (en grec ἔχω, « avoir, posséder », qu'on trouve aussi dans padichah, étymologiquement « celui qui possède le pouvoir », padi- appartient à la même famille que le latin potens, posse, et le grec * despotês = δεσπότης, « le maître du domaine »).
C'était le titre des monarques perses, dont ceux de la dynastie achéménide, qui a unifié la Perse et conquis un vaste empire intercontinental jusqu'au temps d'Alexandre le Grand.
Le titre complet des rois achéménides était 𐏋 𐏐 𐏋𐎠𐎴𐎠𐎶 (xšāyaθiya xšāyaθiyānām), « roi des rois », correspondant au moyen perse šāhān šāh, littéralement « roi des rois » et au persan moderne chāhanchāh (شاهنشاه). En grec, ce terme était traduit βασιλεύς τῶν βασιλήων (basileús tōn basilēōn, « roi des rois »), avec un rang qui correspondait à celui d'empereur. Les deux termes étaient souvent réduits à leur racine étymologique, chah ou basileus.
Du mot kshathra (« province », « territoire ») y est lié et descend de kshathrapavan, signifiant littéralement « le gardien du territoire », devenu pour les occidentaux le satrape (« le gouverneur ») via le grec et le latin satrapes.
C'est à partir d'une forme arabe de ce mot (as-sāh, où as- est un article défini) que serait originaire en Occident le mot échec (as-sāh māt(a) : « le roi est maté », d'où « échec et mat »).

## Chah régnant

### De lignée royale
Plusieurs monarchies iraniennes, et d'autres suivant cet exemple, ont utilisé le titre royal « shah ».
Ce fut le cas en Afghanistan, mais le titre prêtait souvent à confusion — le titre était utilisé par les souverains locaux, à Herat par exemple, ou par le roi national, utilisant aussi d'autres titres de manière alternative dont « Malik » qui est l'équivalent arabe pour « roi », et « padichah », un titre impérial de langue persane.

### Autres utilisations
Shah-i-bangalah, adopté par le sultan Shamsuddin Ilyas shah (1342-1357), le sultan du Bengale qui a unifié l'État (l'utilisation de shah dans le nom lui-même, comme ici, n'est pas titulaire et rarement significative).
Même les dynasties non musulmanes ont adopté le titre royal. « Chah » (ou « chaha ») est un titre porté par le maharajadhiraja (signifie « roi des rois ») hindou du Népal et ses descendants mâles, titre qui fut donné à l'origine par le sultan musulman de Delhi à Kulananda Khan, après que celui-ci fut devenu souverain de Kaski. Le titre est aussi porté par plusieurs familles descendant des souverains de certaines principautés vassales népalies.
Les suivants sont des titres composés, qui peuvent désigner un rang plus haut que celui de shah :

### Chahanchah
Dans les langues occidentales, le terme shah est souvent utilisé pour rendre de manière imprécise le terme « chāhanchāh » (signifiant « roi des rois »), habituellement raccourci en « chāh », est le terme pour désigner un monarque iranien et a été utilisé par la plupart des souverains de l'empire iranien mais aussi par d'autres nationalités ou régions sous influence culturelle.
Le terme shah ou shahanshah correspond à la Perse depuis l'empire perse achéménide (qui avait réussi à absorber le royaume Mède). Après la conquête de cet empire par Alexandre le Grand, le terme a été transposé en grec en « basileus toon basiloon », lui aussi souvent raccourci en « basileus ».
Le titre est à peu près équivalent au terme occidental désignant un empereur et est souvent traduit comme tel. Le monarque de Perse (qui a toujours été appelé Iran de manière interne) était techniquement l'empereur de l'Empire perse (plus tard l'« empire d'Iran », puisque l'Iran fut connu ainsi officiellement à partir de 1935).
Cependant, jusqu'à l'époque napoléonienne, quand la Perse était un allié enviable pour les puissances occidentales voulant faire relâcher la pression du grand sultan ottoman sur certaines parties chrétiennes et européennes de l'empire turc, les empires européens ont réussi à faire reconnaître par l'empire ottoman que leurs titres seraient rendus en turc par « padichah », car la pratique européenne était de considérer « roi des rois » comme un titre royal particulier.

### Shah bahadur
Dans la tradition moghole, l'ajout de « bahadur » élève n'importe quel titre d'un rang, « shah bahadur » signifie donc un titre intraduisible qu'on pourrait nommer « roi de première classe ». Ce titre fut adopté dans la dénomination complète de l'ancien nawab (gouverneur vassal) de Awadh (la province la plus riche restante dans l'empire moghol, et géographiquement proche de sa capitale Delhi) et aussi par le régent plénipotentiaire moghol (vice-roi de fait) quand il a suivi le conseil britannique de se déclarer indépendant de la cour moghole complètement affaiblie - devenant ainsi le jouet politique de la puissance colonisatrice). Cependant, l'élément crucial dans son appellation complète, « Hazrat Khalid, shah bahadur, padishah-i-oudh », est le titre impérial padishah, qui n'aurait pas pu être raisonnablement porté par un vassal.

## Titres princiers liés

### Titres de personnes régnantes
- Le titre « padichah » (prononcé Pâdeshah, signifiant « grand roi ») a aussi été adopté depuis la pratique des Iraniens (persans) par l'Empire ottoman (le grand sultan était l'équivalent sunnite du shâhanshah chiite) pour leur empereur, et par d'autres souverains islamique se réclamant de rang impérial, comme le moghol indien (parmi eux, seuls les Ottomans se réclameraient aussi du califat, ayant la plein autorité sur tout l'Islam — ou au moins l'islam sunnite —, comme le prophète).

- Le titre turc « hünkar » est une contraction du moyen-persan « khudavendigar », à l'origine une épithète désignant un statut semi-divin. Il a dû être hautement respecté pour ne pas être écarté par l'Islam avant que les Turcs ne l'adoptent comme un titre secondaire dans la dénomination officielle du grand Sultan (suivant directement padeshah)

- Un autre titre secondaire du sultan ou du khan ottoman était « shah-i-alam panah », signifiant « roi, refuge du monde ».

- Certains monarques étaient connus par un nom formé de la contraction du nom de leur royaume avec shah, comme les khwarazm-Shahs, souverains d'un royaume musulman de courte durée au Khwarezm, ou le plus modeste chirvanchah du Chirvan (qui devint ensuite un modeste « khanat »).

### Chahzadé
Dans la maison d'un chah, un prince de sang était appelé « chahzadé », terme dérivé de chah utilisant le suffixe patronymique « -zadé », signifiant « fils », « descendant ». Cependant, les titres complets précis peuvent différer dans les traditions de la cour du « royaume » de chaque chah.
À Oudh par exemple, seuls les fils du souverain shah bahadur (voir ci-dessus) étaient appelés, de par leur naissance, « chahzadé (titre personnel) », « Mirza (nom personnel) bahadur », bien que ce titre puisse aussi être étendu à des petits-fils et même à d'autres personnes de la famille ; les autres descendants mâles du souverain, étaient appelés « Mirza (nom personnel) ».
De plus, le titre était aussi utilisé pour les princes de sang d'un souverain qui utilisait un titre royal alternatif, comme pour le malik d'Afghanistan.
Pour la dynastie ottomane de la Turquie impériale, chahzadé faisait partie de deux styles :
- les descendants mâles d'un souverain en ligne mâle : « daulatlu najabatlu shahzadeh sultan (nom de naissance) hazretleri effendi » ; sauf pour le prince héritier qui était appelé « daulatlu najabatlu vali ahd-i-sultanat (nom de naissance) effendi hazrétlari ».
- les fils des princesses impériales étaient appelés « sultanzadeh (nom de naissance) bey-effendi ».

Cela pouvait aussi s'appliquer aux dynasties non musulmanes, par exemple les plus jeunes fils du maharadjah sikh du Pendjab (un maharajadhiraja à Lahore) : « shahzade (nom personnel) singh bahadur », alors que l'héritier était appelé « tika sahib bahadur ».
La déformation en « shahaghada », « fils du shah », dérivant du titre moghol « chazadeh », est le titre princier usuel porté par les petits-fils d'un souverain népalais en ligne mâle.
Pour l'héritier d'un trône royal de style persan, des titres plus spécifiques étaient utilisés, contenant l'élément clé vali ahad, habituellement en addition à shahzadeh que tous les descendants portaient.

### Autre composé princier
Le titre de shah-i-buland iqbal et un siège sur un trône doré aux côtés du trône de l'empereur fut donné le 3 février 1655 à shahzadeh Dara Shikuh, fils aîné du padeshah Khorram Shah Jehan I (mort le 22 octobre 1666), qui fut à divers moments subahdar (gouverneur) de Allâhâbâd, Panjâb, Gujarat, Multan et Kaboul.
Durant la dynastie Pahlavi en Iran, le titre de « shahbanou » (« la dame du shah ») a été créé pour l'impératrice Farah Pahlavi.

## Autres utilisations
Comme de nombreux titres, le mot « shah » est aussi souvent utilisé dans les noms, sans signification politique ou aristocratique.
- Shah est un nom de famille indien commun, spécialement en langue gujarâtî et kutchi. En Inde, il est utilisé par les communautés hindoues, jaïn et musulmanes. Dans les communautés jaïn et hindoues, le nom de famille Shah représente normalement la caste Bania.
- en Inde et plus particulièrement au Pakistan, shah signifie également « roi » mais en plus on rajoute ce titre à la caste supérieure musulmane, qui sont les descendants du Prophète. Ils sont pour la plupart sunnites et sont appelés Syed (ou Seyed) suivi de leurs prénoms, en rajoutant shah. C'est également la famille la plus respectée du pays.
- Shah est aussi un diminutif de Shahryar (Chahriar), un personnage dans le livre Les milles et une nuits.